# Länsväg 218
Länsväg 218 går mellan E4 - Vagnhärad - Trosa.
Den går i Södermanlands län och är 10 km lång.

## Anslutningar
- E4 (utanför Vagnhärad)
- länsväg 219 (i Vagnhärad)

Den korsar en järnväg, Nyköpingsbanan med en bro i Vagnhärad.

## Historia
Väg 218 infördes 1962 på sträckan Vagnhärad - Trosa. Den förlängdes cirka 2 km år 1983 för att ansluta till den nya motorvägen E4 som just då öppnades. Från 1940-talet till 1962 hade vägen nummer 142.
Några större ändringar av sträckningen har inte skett på sträckan efter 1940-talet förutom ovan nämnda förbindelse till nya E4.